# Westernach (Donau)
Die Westernach ist ein rund 6,5 km langer, rechter Zufluss der Donau bei Dellmensingen im baden-württembergischen Alb-Donau-Kreis.

## Geographie

### Verlauf
Die Westernach verläuft zwischen der Riß im Westen und der Rot im Osten. Sie entsteht nördlich von Laupheim durch den Zusammenfluss der aus Richtung Süden kommenden Dürnach und der aus Süd-Südosten kommenden Rottum, beides viel längere Gewässer als die Westernach selbst.
Von dieser „Bachhochzeit“ an fließt die Westernach wenige Kilometer westlich vorbei an Achstetten nordwärts in Richtung Erbach, um unweit nordwestlich von dessen südlichem Stadtteil Dellmensingen in die von Westen kommende Donau zu münden. Etwa 400 Meter vor der Mündung nahe Riedmühle unterquert die Westernach noch den Kraftwerkkanal Donaustetten.

### Zuflüsse
Der einzige Zufluss von Bedeutung nach den Oberläufen ist die Rauglen, ein mit seinem gesamten Oberlaufstrang 17,1 km langer Tieflandgraben fast gleicher Laufrichtung, der ihr ein Teileinzugsgebiet von 18,5 km² spendet, auch Zufluss von einem Teilungsarm der Riß hat und an der Gemeindegrenze von Achstetten zu Dellmensingen von links zumündet.

## Infrastruktur
Westlich entlang der Westernach, an der sich bis auf Erbach-Dellmensingen keine Ortschaften befinden, verläuft die Bahnstrecke Ulm–Friedrichshafen und etwas ferner jenseits der im Osten parallel laufenden Rot die Bundesstraße 30.